# Neath, New South Wales
Neath är en ort i Australien. Den ligger i kommunen Cessnock och delstaten New South Wales, i den sydöstra delen av landet, omkring 120 kilometer norr om delstatshuvudstaden Sydney. Orten hade 430 invånare år 2021.
Närmaste större samhälle är Maitland, omkring 17 kilometer nordost om Neath. 